# هانا تسراخ
هانا تسراخ (انگلیسی: Hanna Tserakh؛ زادهٔ ۷ سپتامبر ۱۹۹۸) دوچرخه‌سوار زن پیست اهل بلاروس است.
وی در مسابقات کشوری و بین‌المللی در مجموع برندهٔ ۱ مدال نقره، ۱ مدال برنز شده‌است.